# Brycinus nigricauda
Brycinus nigricauda is een straalvinnige vissensoort uit de familie van de Afrikaanse karperzalmen (Alestidae). De wetenschappelijke naam van de soort is voor het eerst geldig gepubliceerd in 1974 door Thys van den Audenaerde.